# 帕內穆內
帕內穆內是立陶宛的城市，位於該國西部尼曼河畔，由陶拉蓋縣負責管轄，對岸是俄羅斯位於加里寧格勒州的蘇維埃茨克，距離帕蓋吉艾8公里，海拔高度21米，2010年人口313。